# アスター家
アスター家（英: Astor family）は、アメリカ、イギリスの財閥。ドイツからの移民ジョン・ジェイコブ・アスターがアメリカにおいて一代にして莫大な財を築いたのに始まる。彼の子孫はニューヨークに膨大な不動産を所有した。イギリスに帰化した子孫は連合王国貴族の爵位も与えられており、貴族としてのアスター家にはアスター子爵家とヒーヴァーのアスター男爵家の二家が存在する。

## 歴史

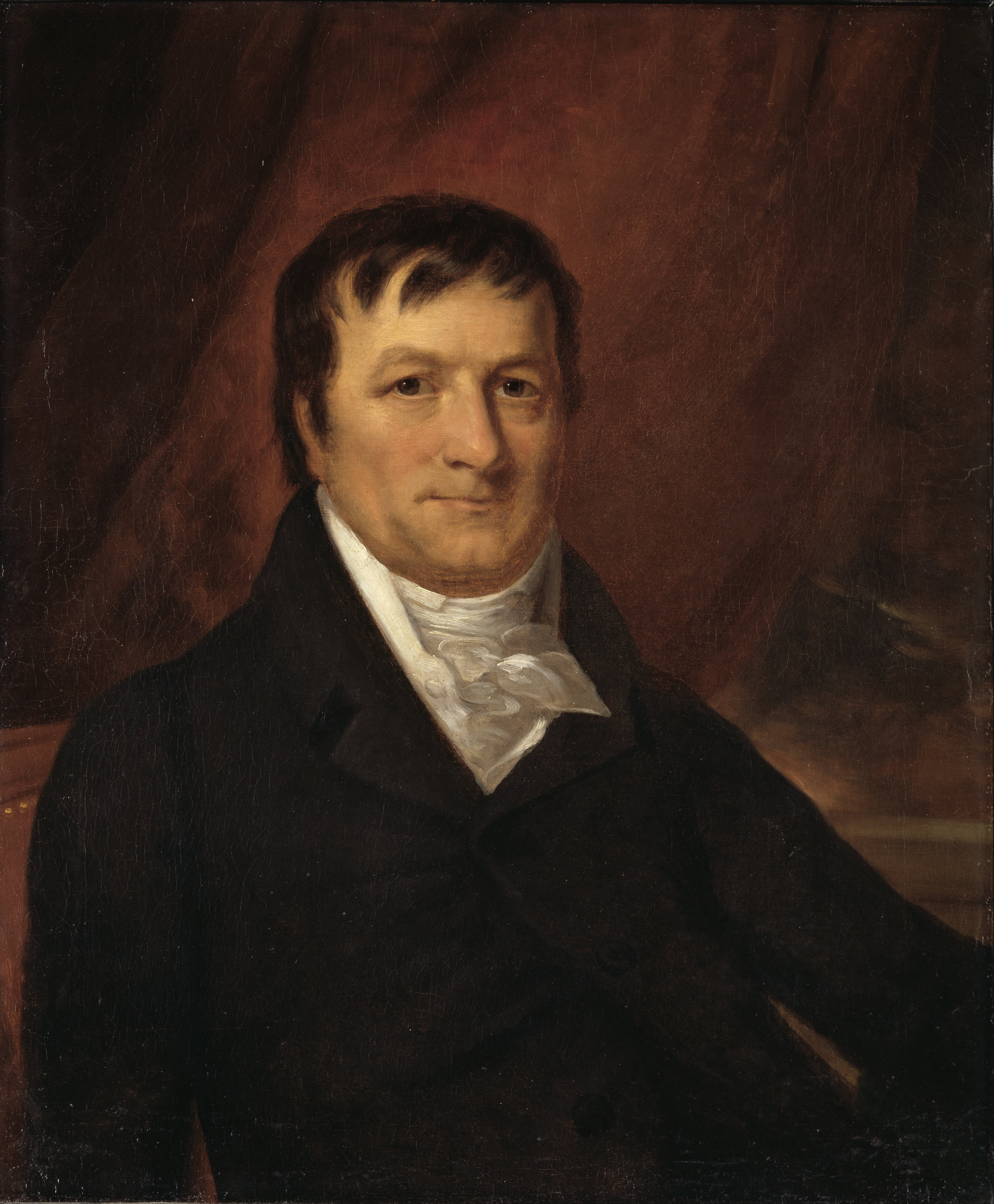
アスター家の財を築いたジョン・ジェイコブ・アスター1世(ジョン・ウェズリー・ジャービス画。ナショナル・ポートレート・ギャラリー所蔵)

アスター家（ドイツ名：アストア、アストル家）はドイツ・シュヴァーベンから出た家といわれる。アスター家の財を築くジョン・ジェイコブ・アスター（ドイツ名：ヨハン・ヤーコプ・アストア）(1763年–1848年)は、プファルツ選帝侯領ヴァルドルフに肉屋の息子として生まれ、1783年に貧しいドイツ人移民としてアメリカに移住したが、毛皮商を始めると一代にして事業を大きく拡大し、その販路を極東にまで広げた。ニューヨークの不動産への投資も行って莫大な利益を上げた。1811年には中国の広東との貿易の拠点としてコロンビア川河口にアストリアを建設し、さらに五大湖地域やミシシッピー川上流の交易独占権も握った。死去した時の彼の遺産額は2000万ドルにも上り、この額は当代随一だった。
始祖は商業から財を築いたが、その子孫はニューヨークに有する莫大な不動産の運用で知られ「ニューヨークの地主(the landlords of New York)」と呼ばれた。
ジョン・ジェイコブ・アスター1世の直系の曽孫にあたるウィリアム・ウォルドーフ・アスター1世(1848–1919)は、ニューヨーク州議会下院議員やニューヨーク州議会上院議員を務めていたが、1890年にイギリスに移住し『ペル・メル・ガゼット』や『ペル・メル・マガジン』を購入してその経営者を務め、1899年にはイギリスに帰化してイギリス臣民となり、慈善事業などに尽くした功績で1917年に連合王国貴族爵位アスター子爵に叙せられた。その三男であるジョン・ジェイコブ・アスター5世(1886–1971)も、イギリス保守党の政治家を務めながら、1922年にタイムズの所有者となり、その経営者として活躍し、1956年に連合王国貴族爵位ヒーヴァーのアスター男爵に叙せられた。なおタイムズの所有権は1966年にフリートの初代トムソン男爵ロイ・トムソンに売却している。
一方アメリカに残った子孫でニューヨークの不動産を相続したジョン・ジェイコブ・"ジャック"・アスター4世 (1864–1912)は、タイタニック号の乗客として命を落としたことで著名である。彼とウィリアム・ウォルドーフ・アスター1世は、ニューヨークの最高級ホテルウォルドルフ＝アストリアの創設者でもあった。
ジョン・ジェイコブ・アスター4世の息子ウィリアム・ヴィンセント・アスター(1891–1959)が死去した後、アスター家の財産は、その未亡人ブルック・アスター(1902-2007)に相続された。彼女は夫の死後半世紀近くアスター家の財産を支配して米国屈指の資産家となり、古き良きニューヨーク社交界を象徴する人物となった。メトロポリタン美術館やニューヨーク公共図書館などに多額の寄付を行った功績で1998年には大統領自由勲章を授与されている。
彼女は晩年に認知症を患っており、彼女の二番目の夫との間の子アンソニー・ドライデン・マーシャル(1924-2014)がその後見人となったが、アンソニーの息子フィリップ・マーシャルは、父アンソニーがブルック・アスターの面倒をろくに見ないで虐待しているので後見人を変更するよう民事訴訟を起こした。その裁判によりアンソニーが弁護士と共謀して彼女の財産を自身に流用していることなどが発覚し、アンソニーは詐欺罪などで刑事訴追も受けて、2009年10月にニューヨーク州地方裁判所から有罪判決を受けた。この事件はニューヨーク社交界の歴史の中でも屈指のスキャンダルとなった。

## 系図
ヨハン・ヤーコプ・アストア (Johann Jacob Astor, 1724–1816) 肉屋
1 ジョージ・ピーター・アスター (ゲオルク・ペーター・アストア) (George Peter Astor Sr. (Georg Peter Astor), 1752–1813), フルート製造業者
1.1 サラ・アスター (Sarah Astor)
1.2 ジョージ・ピーター・アスター・ジュニア (George Peter Astor Jr.)
1.3 ジョゼフ・アスター (Joseph Astor)
1.4 ウィリアム・ヘンリー・アスター (William Henry Astor)
1.5 ベンジャミン・アスター (Benjamin Astor)
1.6 名前不詳の娘
1.7 名前不詳の娘
1.8 名前不詳の娘
2 ヘンリー・アスター1世 (ハインリヒ・アストア) (Henry Astor I, (Heinrich Astor), 1754–1833) - 肉屋
3 メルキオー・アスター (Melchior Astor, 1759–1829)
3.1 ソフィア・アスター (Sophia Astor)
4 ジョン・ジェイコブ・アスター（ヨハン・ヤーコプ・アストア） (1763–1848) 毛皮貿易商
4.1 マグダレーナ・アスター (Magdalena Astor, 1788–1832)
4.2 サラ・トッド・アスター (Sarah Todd Astor, 1790–1790)
4.3 ジョン・ジェイコブ・アスター・ジュニア (John Jacob Astor Jr. ,1791–1869)
4.4 ウィリアム・バックハウス・アスター・シニア (1792–1875), 実業家
4.4.1 エミリー・アスター (Emily Astor, 1819–1841) サミュエル・カトラー・ワードと結婚
4.4.2 ジョン・ジェイコブ・アスター3世 (1822–1890) 投資家
4.4.2.1 ウィリアム・ウォルドーフ・アスター1世 (1848–1919) 初代アスター子爵, イギリスに帰化
4.4.2.1.1 ウォルドーフ・アスター (1879–1952) 2代アスター子爵、保守党の庶民院議員
4.4.2.1.1.1 ウィリアム・ウォルドーフ・"ビル"・アスター2世 (1907–1966) 3代アスター子爵、保守党の庶民院議員
4.4.2.1.1.1.1 ウィリアム・ウォルドーフ・アスター3世 (1951-) 4第アスター子爵
4.4.2.1.1.1.1.1 ウィリアム・ウォルドーフ・"ウィリー"・アスター4世 (William Waldorf "Will" Astor IV, 1979-)
4.4.2.1.1.1.1.1.1 ウィリアム・ウォルドーフ・アスター5世 (William Waldorf Astor V, 2012-)
4.4.2.1.1.1.1.1.2 アレグラ・アナベル・アスター (Allegra Annabel Astor, 2013-)
4.4.2.1.1.1.2 エミリー・メアリー・アスター (Emily Mary Astor, 1956-)
4.4.2.1.1.1.3 ジャネット・エリザベス・アスター (Janet Elizabeth Astor, 1961-) 11代リッチモンド公チャールズ・ゴードン＝レノックスと結婚
4.4.2.1.1.1.4 ポーリン・マーリン・アスター (Pauline Marian Astor, 1964-)
4.4.2.1.1.2 ナンシー・フィリス・ルイーザ・アスター (Nancy Phyllis Louise Astor, 1909–1975) 3代アンカスター伯爵ジェイムズ・ヒースコート＝ドラモンド＝ウィロウビーと結婚
4.4.2.1.1.3 フランシス・デイヴィッド・ラングホーン・アスター (Francis David Langhorne Astor, 1912–2001)
4.4.2.1.1.3.1 フランセス・クリスティーン・ラングホーン・アスター (Frances Christine Langhorne Astor, 1947-)
4.4.2.1.1.3.2 アリス・マーガレット・フランセス・アスター (Alice Margaret Frances Astor, 1953-)
4.4.2.1.1.3.3 リチャード・デイヴィッド・ラングホーン・アスター (Richard David Langhorne Astor, 1955-)
4.4.2.1.1.3.3.1 ボニー・アスター (Bonny Astor)
4.4.2.1.1.3.3.2 アルフレッド・アスター (Alfred Astor)
4.4.2.1.1.3.4 ルーシー・アフラ・ナンシー・アスター (Lucy Aphra Nancy Astor, 1958-)
4.4.2.1.1.3.5 ナンシー・ブリジット・エリザベス・アスター (Nancy Bridget Elizabeth Astor, 1960-)
4.4.2.1.1.3.6 トマス・ロバート・ラングホーン・アスター (Thomas Robert Langhorne Astor, 1962-)
4.4.2.1.1.3.6.1 メアリー・アスター (Mary Astor)
4.4.2.1.1.3.6.2 セシリア・アスター (Cecilia Astor)
4.4.2.1.1.4 マイケル・ロングホーン・アスター (1916–1980) – 保守党の庶民院議員
4.4.2.1.1.4.1 ポリー・アスター (Polly Astor)
4.4.2.1.1.5 ジョン・ジェイコブ・"ジャッキー"・アスター7世 (John Jacob "Jakie" Astor VII, 1918–2000) - 保守党の政治家
4.4.2.1.1.5.1 マイケル・レーモン・ラングホーン・アスター (Michael Ramon Langhorne Astor, 1946-)
4.4.2.1.1.5.2 ステラ・アスター (Stella Astor, 1949-)
4.4.2.1.1.5.3 ジョン・ウィリアム・アスター (John William Astor, 1962–1963)
4.4.2.1.2 ポーリン・アスター (Pauline Astor, 1880–1972) - 保守党の政治家ハーバート・ヘンリー・スペンダー＝クレイと結婚
4.4.2.1.3 ジョン・ルドルフ・アスター (John Rudolph Astor, 1881–1881)
4.4.2.1.4 ジョン・ジェイコブ・アスター5世 (1886–1971) – ヒーヴァーの初代アスター男爵。保守党の政治家。タイムズ経営者
4.4.2.1.4.1 ギャヴィン・アスター (1918–1984) – ヒーヴァーの2代アスター男爵
4.4.2.1.4.1.1 ジョン・ジェイコブ・"ジョニー"・アスター (1946-) – ヒーヴァーの3代アスター男爵。保守党の政治家
4.4.2.1.4.1.1.1 カミラ・アスター (Camilla Astor, 1974-) ドミニク・トラステッドと結婚
4.4.2.1.4.1.1.2 タニア・ジェンティー・アスター (Tania Jentie Astor, 1978)
4.4.2.1.4.1.1.3 ヴァイオレット・マグダレーナ・アスター (Violet Magdalene Astor, 1980-)
4.4.2.1.4.1.1.4 チャールズ・ギャヴィン・ジョン・アスター (Charles Gavin John Astor, 1990)
4.4.2.1.4.1.1.5 オリヴァー・アレグザンドラ・エリザベス・アスター (Olivia Alexandra Elizabeth Astor, 1992-)
4.4.2.1.4.1.2 ブリジット・メアリー・アスター (Bridget Mary Astor, 1948-) - アーサー・タルノフスキー、ついでジェフリー・スミスと結婚
4.4.2.1.4.1.3 エリザベス・ルイーザ・アスター (Elizabeth Louise Astor, 1951) - デイヴィッド・へリング、ついでデイヴィッド・ワードと結婚
4.4.2.1.4.1.4 サラ・ヴァイオレット・アスター (Sarah Violet Astor 1953-) - ジョージ・ロペスと結婚
4.4.2.1.4.1.5 フィリップ・ダグラス・ポール・アスター (Philip Douglas Paul Astor, 1959-)
4.4.2.1.4.2 ヒュー・ウォルドーフ・アスター (Hugh Waldorf Astor, 1920–1999)
4.4.2.1.4.2.1 ヴァージニア・ルーシー・アスター (Virginia Lucy Astor 1951-) - リチャード・デニス・ワイアー・マクギリーカディーと結婚
4.4.2.1.4.2.2 レイチェル・メアリー・アスター (Rachel Mary Astor, 1955-) エドワード・ニコラス・ワードと結婚
4.4.2.1.4.2.3 ロバート・ヒュー・アスター (Robert Hugh Astor, 1958-)
4.4.2.1.4.2.3.1 ニコラス・ルイス・ロバート・アスター (Nicholas Louis Robert Astor, 1996-)
4.4.2.1.4.2.3.2 ジョナサン・ヒュー・アスター (Jonathan Hugh Astor, 1997-)
4.4.2.1.4.2.4 ジェーン・ヴァイオレット・アスター (Jean Violet Astor, 1962-) - ジョン・マクシミリアン・ハルフォード＝トンプソンと結婚
4.4.2.1.4.2.5 ジェームズ・アレグザンダー・ウォルドーフ・アスター (James Alexander Waldorf Astor, 1965-)
4.4.2.1.4.2.5.1 ルーシー・ヴァレンティーナ・アスター (Lucy Valentine Astor, 1998-)
4.4.2.1.4.2.5.2 アレグザンダー・リチャード・アスター (Alexander Richard Astor, 2000-)
4.4.2.1.4.2.5.3 キティ・アスター (Kitty Astor, 2002-)
4.4.2.1.4.3 ジョン・アスター (1923–1987) - 保守党の庶民院議員
4.4.2.1.4.3.1 エリザベス・キャサリン・アスター (Elizabeth Kathleen Astor, 1951-)
4.4.2.1.4.3.2 ジョン・リチャード・アスター (John Richard Astor, 1953-)
4.4.2.1.4.3.2.1 エミリー・メアリー・アスター (Emily Mary Astor, 1980-)
4.4.2.1.4.3.2.2 チャールズ・ジョン・アスター (Charles John Astor,1982-)
4.4.2.1.4.3.2.3 タマラ・サラ・ダイアナ・アスター (Tamara Sarah Diana Astor, 1989)
4.4.2.1.4.3.3 ジョージ・デイヴィッド・アスター (George David Astor, 1958-)
4.4.2.1.4.3.3.1 トマス・デイヴィッド・アスター (Thomas David Astor, 1987-)
4.4.2.1.4.3.3.2 エイミー・ヴァイオレット・アスター (Amy Violet Astor, 1989-)
4.4.2.1.5 グウェンドリン・イーニッド・アスター (Gwendolyn Enid Astor, 1892–1902)
4.4.3 ラウラ・ユージェニア・アスター (Laura Eugenia Astor, 1824–1902) - フランクリン・デラノ(アメリカ大統領フランクリン・D・ルーズヴェルトの大伯父)と結婚
4.4.4 メアリー・アリダ・アスター (Mary Alida Astor, 1826–1881) - ジョン・キャリーと結婚
4.4.5 ウィリアム・バックハウス・アスター・ジュニア (1829–1892) - 実業家
4.4.5.1 エミリー・アスター (Emily Astor, 1854–1881) - ジェイムズ・J・ヴァン・アランと結婚
4.4.5.2 ヘレン・シャーマーホーン・アスター (Helen Schermerhorn Astor, 1855–1893) - ジェイムズ・ルーズヴェルト"ロジー"・ルーズヴェルト(アメリカ大統領フランクリン・D・ルーズヴェルトの異母兄)と結婚
4.4.5.3 シャーロッテ・オーガスタ・アスター (Charlotte Augusta Astor, 1858–1920) - ジェイムズ・ドレートン、ついでジョージ・ヘイグと結婚
4.4.5.4 キャロライン・シャーマーホーン・"キャリー"・アスター (Caroline Schermerhorn "Carrie" Astor, 1861–1948) - マーシャル・ウィルソンと結婚
4.4.5.5 ジョン・ジェイコブ・"ジャック"・アスター4世 (1864–1912) - 実業家。タイタニック号沈没事故で死亡
4.4.5.5.1 ウィリアム・ヴィンセント・アスター (1891–1959) - 実業家。三番目の妻がブルック・アスター
4.4.5.5.2 エヴァ・アリス・ムリエル・アスター (1902–1956) - セルゲイ・オボレンスキー、ライムント・フォン・ホーフマンスタール、フィリップ・ハーディング、デイヴィッド・プリーデル＝ブーベリーと結婚
4.4.5.5.3 ジョン・ジェイコブ・"ジャッキー"・アスター6世 (1912–1992) 実業家
4.4.5.5.3.1 ウィリアム・バックハウス・アスター3世 (William Backhouse Astor III, 1935–2008)
4.4.5.5.3.1.1 ウィリアム・バックハウス・アスター4世 (William Backhouse Astor IV, 1959-)
4.4.5.5.3.1.2 グレゴリー・トッド・アスター (Gregory Todd Astor, 1966-)
4.4.5.5.3.1.2.1 アレグザンドラ・エレン・アスター (Alexandra Ellen Astor)
4.4.5.5.3.1.2.2 レベッカ・シャーロッテ・アスター (Rebecca Charlotte Astor)
4.4.5.5.3.1.2.3 スティーブン・ウィリアム・アスター (Stephen William Astor)
4.4.5.5.3.2 メアリー・ジャクリン・アスター (Mary Jacqueline Astor) - ジョン・ドレクセル4世と結婚
4.4.6 ヘンリー・アスター3世 (Henry Astor III, 1830–1918)
4.4.7 サラ・トッド・アスター (Sarah Todd Astor, 1832–1832),
4.5 ドロシア・アスター (Dorothea Astor, 1795–1874) - ウォルター・ラングドンと結婚
4.6 ヘンリー・アスター2世 (Henry Astor II, 1797–1799)
4.7 イライザ・アスター (Eliza Astor, 1801–1838) - ヴィンセンツ・フォン・ランプフ伯爵と結婚
4.8 名前不詳の男子 (1802–1802)